# Minus 8
Minus 8 (* 25. März 1967 in Zürich; eigentlicher Name Robert Jan Meyer) ist ein Electronica DJ.

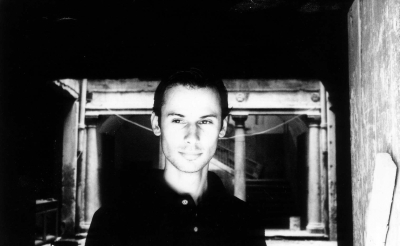
DJ Minus 8

## Leben und Werk
Robert Jan Meyer begann seine Karriere in den 1980er-Jahren als Bassist in einer Funkband, entdeckte aber schon bald seine Leidenschaft für elektronische Musik und experimentierte mit Keyboard und Sampler. Zu Beginn der 1990er-Jahre begann er unter dem Namen „Minus 8“ als DJ zu arbeiten.
In der Anfangszeit waren Musikstile wie Rare Groove, Acid Jazz und Hip-Hop vorwiegend, jedoch schwenkte er in der Folge auf Drum and Bass, Nu Jazz und New Latin Beats um. Seine erste Veröffentlichung war 1996 die Maxi-Single „Airborn“ mit der Stimme von Tanya Birri, die auch auf seinen folgenden Alben immer wieder zu hören war. Im gleichen Jahr wurde die EP „The Sweetest Sounds“ auf Inflamable Records, dem Label  des französischen Musikers DJ Cam veröffentlicht, auf dem auch sein erstes Album Beyond im folgenden Jahr erschien. Sein zweites Album Beyond Beyond erschien auf Higher Ground, ein englisches Label, das von Sony (UK) vertrieben wurde. Das Schweizer Label Jaboo, das schon „Airborn“ und Beyond mitherausbrachten, und Compost aus München veröffentlichten im folgenden gleichzeitig seine Alben Elysian Fields (2000) und Minuit (2002).
Neben seiner Tätigkeit als DJ komponierte er auch den Soundtrack zu Viktor Vogel – Commercial Man von Lars Kraume (2001) und überließ sein Stück „Snowblind“ Apple für einen weltweiten Werbespot für das G4-PowerBook Titanium (2001).
Für das deutsche Label Mole Listening Pearls stellte er von 1996 bis 2010 die (zunächst) jährlich erscheinende Kompilations-Serie Science Fiction Jazz zusammen, sowie die mehr an lateinamerikanischen Sounds orientierten Batacuda Vol. 1–3 (ab 2000).

## Diskografie
- „Airborn“ (Maxi-Single, Jaboo/Magic Move, 1996)
- „The Sweetest Sounds“ (EP, Inflamable, 1996)
- Beyond (Jaboo/Inflamable, 1997)
- Beyond Beyond (Higher Ground, 1998)
- Elysian Fields (Jaboo/Compost, 2000)
- Viktor Vogel – Commercial Man (Edel, 2001)
- Minuit (Jaboo/Compost, 2003)
- Eclectica (Straight Ahead/Stereo Deluxe, 2004)
- Slow Motion (Compost, 2009)

### DJ Mixes
- Science Fiction Jazz Volumes 1–12 (Mole Listening Pearls, 1996–2010)
- Play (Drum'n'bass-Kompilation, Jaboo/Magic Move, 1997)
- Play Volume 2 (Mix mit Schweizer Drum'n'bass, Jaboo, 1998)
- Batacuda Volumes 1–3 (Mole Listening Pearls, 2000, 2002, 2007)
- Camel Presents a Pleasure Experience by Minus 8 (TBP, 2002)
- Compost Ambient Selection – Sleeping Beauty Ambient Relax Works (Compost, 2009)